# Route 137 (Québec)
Pour les articles homonymes, voir Route 137.
La route 137 (R-137) est une route nationale québécoise d'orientation nord / sud située sur la rive-sud du fleuve Saint-Laurent. Elle dessert les régions de l'Estrie et de la Montérégie. La partie nord de son tracé correspond à l'ancienne route 12.

## Tracé
La route 137 relie Granby à Saint-Denis-sur-Richelieu sur la rive est de la rivière Richelieu, en passant par Saint-Hyacinthe.

## Localités traversées (du sud au nord)
Liste des municipalités dont le territoire est traversé par la route 137, regroupées par municipalité régionale de comté.

### Estrie
La Haute-Yamaska
- Granby
- Sainte-Cécile-de-Milton

### Montérégie
Les Maskoutains
- Saint-Dominique
- Saint-Hyacinthe
- La Présentation

La Vallée-du-Richelieu
- Saint-Denis-sur-Richelieu

## Intersections majeures
| MRC                     | Municipalité              | km    | Destinations                                           | Notes                                                                  |
| ----------------------- | ------------------------- | ----- | ------------------------------------------------------ | ---------------------------------------------------------------------- |
| La Haute-Yamaska        | Granby                    | 0,00  | R-112 – Granby, Saint-Paul-d'Abbotsford, Saint-Césaire |                                                                        |
| La Haute-Yamaska        | Sainte-Cécile-de-Milton   | 8,50  | R-211 nord – Saint-Valérien-de-Milton                  | Terminus sud de la R-211                                               |
| Les Maskoutains         | Saint-Hyacinthe           | 29,10 | R-224 est – Saint-Simon, Québec                        | Terminus ouest de la R-224; Québec indiqué en direction nord seulement |
| Les Maskoutains         | Saint-Hyacinthe           | 30,90 | R-116 est – Québec                                     | Terminus sud du multiplex avec la R-116                                |
| Les Maskoutains         | Saint-Hyacinthe           | 31,50 | R-116 ouest (Rue Dessaules)                            | Terminus nord du multiplex avec la R-116                               |
| Les Maskoutains         | Saint-Hyacinthe           | 33,50 | R-235 sud (Boulevard Casavant O)                       | Terminus sud du multiplex avec la R-235                                |
| Les Maskoutains         | Saint-Hyacinthe           | 34,10 | A-20 – Montréal, Québec                                | Sortie 130 de l'A-20                                                   |
| Les Maskoutains         | Saint-Hyacinthe           | 35,10 | R-235 nord – Saint-Barnabé-Sud                         | Terminus nord du multiplex avec la R-235                               |
| La Vallée-du-Richelieu  | Saint-Denis-sur-Richelieu | 59,90 | R-133 – Saint-Ours, Sorel-Tracy, Mont-Saint-Hilaire    |                                                                        |
| - Terminus de multiplex |                           |       |                                                        |                                                                        |